# Vincent Gardenia
Vincent Gardenia (født Vincenzo Scognamiglio; 7. januar 1920, død 9. december 1992) var en italiensk-amerikansk teater-, film- og tv-skuespiller. Han blev to gange nomineret til en Oscar for bedste mandlige birolle, først for Bang the Drum Slowly (1973) og igen for Moonstruck (1987). Han skildrede også Det. Frank Ochoa i En mand ser rødt (1974) og dens efterfølger i 1982, samt Mr. Mushnik i den musikalske filmatisering af Gys i blomsterbutikken (1986).